# Fissidens borgenii
Fissidens borgenii là một loài Rêu trong họ Fissidentaceae. Loài này được Hampe mô tả khoa học đầu tiên năm 1870.